# Unternehmensgröße
Die Unternehmensgröße ist in der Betriebswirtschaftslehre und Wirtschaftsstatistik die Größe eines Unternehmens, gemessen an betriebswirtschaftlichen Kennzahlen wie Umsatzerlöse, Anzahl der Beschäftigten, Höhe des Eigenkapitals oder Bilanzsumme/Geschäftsvolumen.

## Allgemeines
Je nach Unternehmensgröße haben sich die Begriffe Kleinstunternehmen, Kleinunternehmen, mittelständisches Unternehmen und Großunternehmen eingebürgert. Wie diese gegeneinander abgegrenzt werden, regelt das Wirtschafts- und Steuerrecht.    
So hängt insbesondere der Umfang von Rechnungslegungs- und Offenlegungspflichten, Steuererleichterungen, Subventionen und Förderprogrammen unter anderem von der Rechtsform und der Größe eines Unternehmens ab. Auch für statistische Zwecke ist die Einordnung in Größenklassen erforderlich; weil nur so ein Unternehmen sich beim Betriebsvergleich mit anderen messen und seine Marktstellung beurteilen kann. Ein Betriebsvergleich ist nur innerhalb einer Größenklasse sinnvoll, weil diese Unternehmen insbesondere über vergleichbare Kostenstrukturen verfügen. Zudem ist unter anderem auch davon auszugehen, dass die Effektivität von Forschung und Entwicklung mit der absoluten Unternehmensgröße steigt, da nur Großunternehmen über die notwendigen finanziellen Ressourcen für risikoreiche Innovationen verfügten.
Die Gesetze legen Mindestzahlen der genannten betriebswirtschaftlichen Kennzahlen fest; werden sie erreicht, gilt ein Unternehmen unwiderlegbar als Kleinst-, Klein-, mittelständisches oder Großunternehmen.

## Größenkriterien
Je nach Zielsetzung und Standpunkt des Betrachters werden zur Bestimmung der relativen Größe eines Unternehmens unterschiedliche Kennzahlen herangezogen:
- Größenklassen nach Finanzkennzahlen 
  - Umsatzvolumen
  - Gewinn
  - Wertschöpfung
  - Anlagevermögen
  - Eigenkapital
  - Bilanzsumme
- Größenklassen nach Beschäftigungskennzahlen
  - Arbeitnehmerzahl
  - Lohnsumme
  - Arbeitsstunden
  - Anzahl der Arbeitsstätten
- Sektorspezifische Größenklassen
  - Ausstoßmenge von Brauereien
  - Beitragseinnahmen von Versicherungsunternehmen
  - Bettenauslastung im Hotelgewerbe
  - Beförderte Passagiere in der Luftfahrt
  - Ackerfläche oder Viehbestand in der Landwirtschaft

Die Einordnung eines Unternehmens in eine bestimmte Größenklasse wird oft nicht nur von einer Kennziffer, sondern von einer Kombination von Kennziffern bestimmt.

## Veröffentlichungspflichten
In Bezug auf die Veröffentlichungspflichten von Unternehmen gibt es die gesetzlichen Rechnungslegungspflichten, die nur für Kapitalgesellschaften zutreffen, und die Publizitätspflichten nach dem Publizitätsgesetz, die sich auf Unternehmen aller Rechtsformen erstrecken.

### Rechnungslegung von Kapitalgesellschaften
An große Kapitalgesellschaften werden strengere Anforderungen an den Umfang der Rechnungslegung gestellt als an kleine und mittelgroße Kapitalgesellschaften. Kleinstkapitalgesellschaften nach § 267a HGB genießen weitere Vereinfachungen.
| Typ | Arbeitnehmer | Umsatzerlöse in Mio. € | Bilanzsumme in Mio. € |
| --- | ------------ | ---------------------- | --------------------- |
| Kleinstkapitalgesellschaften sind solche, die mindestens zwei der drei nachstehenden Merkmale nicht überschreiten                                                                               | 10           | 0,7                    | 0,35                  |
| Kleine Kapitalgesellschaften sind solche, die mindestens zwei der drei nachstehenden Merkmale nicht überschreiten                                                                               | 50           | 12                     | 6                     |
| Mittelgroße Kapitalgesellschaften sind solche, die mindestens zwei der drei vorgenannten Merkmale überschreiten und jeweils mindestens zwei der drei nachstehenden Merkmale nicht überschreiten | 250          | 40                     | 20                    |
| Große Kapitalgesellschaften sind solche, die mindestens zwei der drei folgenden Merkmale überschreiten                                                                                          | 250          | 40                     | 20                    |

Rechtsquellen
§ 266(1)Satz4, § 267, § 267a,§ 275(5) HGB (Deutschland), § 221 UGB (Österreich).

### Publizitätspflichten
Ein Unternehmen hat nach dem Publizitätsgesetz Rechnung zu legen, wenn für den Tag des Ablaufs eines Geschäftsjahrs (Abschlussstichtag) und für die zwei darauf folgenden Abschlussstichtage jeweils mindestens zwei der drei nachstehenden Merkmale zutreffen:
- Die Bilanzsumme einer auf den Abschlussstichtag aufgestellten Jahresbilanz übersteigt 65 Mio. Euro.
- Die Umsatzerlöse des Unternehmens in den zwölf Monaten vor dem Abschlussstichtag übersteigen 130 Mio. Euro.
- Das Unternehmen hat in den zwölf Monaten vor dem Abschlussstichtag durchschnittlich mehr als fünftausend Arbeitnehmer beschäftigt.

Ein Mutterunternehmen hat im Konzern nach den Vorschriften des Publizitätsgesetzes Rechnung zu legen, wenn für drei aufeinanderfolgende Konzernabschlussstichtage jeweils mindestens zwei der drei folgenden Merkmale zutreffen:
- Die Bilanzsumme einer auf den Konzernabschlussstichtag aufgestellten Konzernbilanz übersteigt 65 Mio. Euro.
- Die Umsatzerlöse einer auf den Konzernabschlussstichtag aufgestellten Konzern-Gewinn- und Verlustrechnung in den zwölf Monaten vor dem Abschlussstichtag übersteigen 130 Mio. Euro.
- Die Konzernunternehmen mit Sitz im Inland haben in den zwölf Monaten vor dem Konzernabschlussstichtag insgesamt durchschnittlich mehr als fünftausend Arbeitnehmer beschäftigt.

Kleinstkapitalgesellschaften sind nicht zur Offenlegung, sondern lediglich zur Hinterlegung bei den Finanzbehörden verpflichtet.
Rechtsquellen
§ 3, § 11 Publizitätsgesetz

## Betriebsgrößenklassen im Steuerrecht

### Umsatzsteuerstatistik
In der Umsatzsteuerstatistik werden die Unternehmen nach Umsatzgrößenklassen eingeordnet nach Unternehmen, die Lieferungen und Leistungen erbracht haben.
Unternehmen mit Umsatzerlösen von < 17.500 € im Vorjahr und einer Umsatzerwartung von < 50.000 € im aktuellen Wirtschaftsjahr, die von der Kleinunternehmerregelung gemäß § 19 UstG Gebrauch machen, werden nicht in die Statistik aufgenommen, da die Umsatzsteuer bei diesen Unternehmen nicht erhoben wird.
| von … Euro | bis unter … Euro |
| 17.501     | 50.000           |
| 50.000     | 100.000          |
| 100.000    | 250.000          |
| 250.000    | 500.000          |
| 500.000    | 1 Mio.           |
| 1 Mio.     | 2 Mio.           |
| 2 Mio.     | 5 Mio.           |
| 5 Mio.     | 10 Mio.          |
| 10 Mio.    | 25 Mio.          |
| 25 Mio.    | 50 Mio.          |
| 50 Mio.    | 100 Mio.         |
| 100 Mio.   | 250 Mio.         |
| 250 Mio.   | und mehr         |

In Anlehnung an eine Definition der Europäischen Union werden Unternehmen mit einem Jahresumsatz bis 2 Mio. Euro als Mikrounternehmen (oder Kleinstunternehmen), bis 10 Mio. Euro als Kleinunternehmen, bis 50 Mio. Euro als mittelgroße Unternehmen und mit einem Umsatz von mehr als 50 Mio. Euro als Großunternehmen bezeichnet.

### Körperschaftsteuerstatistik
Für Zwecke der Körperschaftsteuerstatistik werden Unternehmen u. a. nach dem Gesamtbetrag der erzielten Einkünfte gegliedert (Gewinnfälle):
| Gesamtbetrag der Einkünfte |                  |
| Von … Euro                 | bis unter … Euro |
| 0                          | 1                |
| 1                          | 10.000           |
| 10.000                     | 50.000           |
| 50.000                     | 100.000          |
| 100.000                    | 1 Mio.           |
| 1 Mio.                     | 5 Mio.           |
| 5 Mio.                     | oder mehr        |

### Gewerbesteuerstatistik
Für Zwecke der Gewerbesteuerstatistik werden Unternehmen unter anderem nach dem Gewerbeertrag gegliedert:
| von … Euro | bis unter … Euro |
|            | 4.000            |
| 4.000      | 12.100           |
| 12.100     | 24.100           |
| 24.100     | 48.100           |
| 48.100     | 72.100           |
| 72.100     | 125.000          |
| 125.000    | 250.000          |
| 250.000    | 500.000          |
| 500.000    | 2.500.000        |
| 2.500.000  | 5.000.000        |
| 5.000.000  | und mehr         |

### Betriebsprüfungsgrößenklasse
Steuerpflichtige, die der Außenprüfung unterliegen, werden in die Größenklassen
- Großbetriebe (G)
- Mittelbetriebe (M)
- Kleinbetriebe (K) und
- Kleinstbetriebe (Kst)

eingeordnet.
Die Abgrenzungsmerkmale für den Prüfungsturnus ab 1. Januar 2013 sind in dieser PDF enthalten.
Die Einordnung in Größenklassen ist ausschlaggebend dafür, ob bei dem Unternehmen eine Anschlussprüfung stattfindet und welchen Prüfungszeitraum die Außenprüfung umfasst.
Rechtsquelle: § 3 Betriebsprüfungsordnung

## Europarecht
Die Europäische Kommission hat eine eigene Definition von kleinen und mittleren Unternehmen entwickelt, um unternehmenspolitische Maßnahmen gezielter auf diesen Unternehmensbereich ausrichten zu können. Das Hauptziel besteht darin, Unterstützungsmaßnahmen nur den Unternehmen zukommen zu lassen, die sie tatsächlich benötigen.
| Typ                  | Anzahl Beschäftigte |                | Jahresumsatz in Mio. € |      | Bilanzsumme in Mio. € |
| -------------------- | ------------------- | -------------- | ---------------------- | ---- | --------------------- |
| Kleinstunternehmen   | < 10                | sowie entweder | ≤ 2                    | oder | ≤ 2                   |
| Kleine Unternehmen   | < 50                | sowie entweder | ≤ 10                   | oder | ≤ 10                  |
| Mittlere Unternehmen | < 250               | sowie entweder | ≤ 50                   | oder | ≤ 43                  |

Bei den angegebenen Werten handelt es sich um Höchstwerte. Die Mitgliedstaaten können niedrigere Schwellenwerte festsetzen. Soweit ersichtlich, wird diese Definition auch von anderen Staaten und Institutionen zur Abgrenzung kleiner und mittlerer Unternehmen von Großunternehmen verwendet.

## Institut für Mittelstandsforschung Bonn
Für das Institut für Mittelstandsforschung Bonn (IfM) sind kleine und mittlere Unternehmen solche, die unter 500 Mitarbeiter beschäftigen und einen Jahresumsatz bis 50 Mio. Euro haben.

## Beschäftigtenstatistik
Arbeitgeber erstatten für ihre sozialversicherungspflichtig und geringfügig Beschäftigten Meldungen zur Sozialversicherung. Die Bundesagentur für Arbeit erstellt daraus unter anderem eine Beschäftigtenstatistik, in der Betriebe und sozialversicherungspflichtig Beschäftigte nach Betriebsgrößenklassen aufgeführt werden:
| Beschäftigte |
| ------------ |
| 1–5          |
| 6–9          |
| 10–19        |
| 20–49        |
| 50–99        |
| 100–199      |
| 200–249      |
| 250–499      |
| 500 und mehr |

Rechtsquelle: § 281 SGB III, § 28a SGB IV

## Arbeitssicherheit
Ein Unternehmer hat zur Wahrnehmung der im Arbeitssicherheitsgesetz bezeichneten Aufgaben Betriebsärzte und Fachkräfte für Arbeitssicherheit zu bestellen. Der Umfang der betriebsärztlichen und sicherheitstechnischen Betreuung richtet sich nach der Betriebsgröße:
- Bei Betrieben mit bis zu 10 Beschäftigten richtet sich der Umfang der nach Anlage 1 der Unfallverhütungsvorschriften.
- Bei Betrieben mit mehr als 10 Beschäftigten gelten die Bestimmungen nach Anlage 2 der Unfallverhütungsvorschriften.
- Abweichend davon kann ein Unternehmer mehr als 10 Beschäftigten aber nicht mehr als 50 Beschäftigten ein alternatives bedarfsorientiertes betriebsärztliches und sicherheitstechnisches Betreuungsmodell wählen.

Rechtsquelle: Unfallverhütungsvorschrift „Betriebsärzte und Fachkräfte für Arbeitssicherheit“ (DGUV Vorschrift 2)

## Kündigungsschutz
Ein Arbeitgeber ist verpflichtet, der Agentur für Arbeit Anzeige zu erstatten, bevor er
- in Betrieben mit in der Regel mehr als 20 und weniger als 60 Arbeitnehmern mehr als 5 Arbeitnehmer,
- in Betrieben mit in der Regel mindestens 60 und weniger als 500 Arbeitnehmern 10 vom Hundert der im Betrieb regelmäßig beschäftigten Arbeitnehmer oder aber mehr als 25 Arbeitnehmer,
- in Betrieben mit in der Regel mindestens 500 Arbeitnehmern mindestens 30 Arbeitnehmer

innerhalb von 30 Kalendertagen entlässt.
Rechtsquelle: § 17 Kündigungsschutzgesetz